# POINT TO POINT (松下洸平のアルバム)
『POINT TO POINT』（ポイント・ツー・ポイント）は、松下洸平の1枚目のスタジオ・アルバム。2022年11月23日にビクターエンタテインメントから発売された。

## 概要
2021年に2度目のメジャーデビューを果たし、洸平名義で2008年にCDデビューしてから14年目でリリースされた自身初のフル・アルバム。
アルバムタイトルは、“俳優業”と“音楽業”という2つの点が線で繋がった状態であり、また、自身とオーディエンスとの繋がりを表した意味が込められており、本人が名付けた。
初回限定盤（CD+DVD）、通常盤（CD）、完全生産限定盤：SPECIAL BOX仕様（通常盤＋オリジナルパーカー）の3形態でのリリース。
自身のルーツであるR&Bを軸にジャンルレスな楽曲を収録。再メジャーデビューシングル「つよがり」、1stミニアルバムの表題曲「あなた」、配信限定シングル「KISS」、2ndシングル「Way You Are」のリリース曲4曲と、自身の1st写真集と連動した同タイトルの「体温」、アルバムリード曲「MUSIC WONDER」など、新たに制作された7曲の、計11曲。
「つよがり」「あなた」プロデュースの松尾潔、「Way You Are」プロデュースのUTA、新たにESME MORIやMori Zentaroなどが楽曲制作に参加。また、松下が高校卒業後に通った音楽の専門学校時代から共に楽曲制作をし、再デビュー以降はアレンジやレコーディング、ツアーのバンマスも手掛けるカンノケンタロウ（Nulbarichのギター）が今作もアレンジで参加している。
リリース日に『1st ALBUM「POINT TO POINT」リリース記念生配信ライブ！』をオフィシャルYouTubeチャンネルとスペースシャワーTV LINE LIVEで配信。同月30日より開催する全国ツアー“KOUHEI MATSUSHITA LIVE TOUR 2022 〜POINT TO POINT〜”のリハーサルスタジオから、「Color of love」と「MUSIC WONDER」の2曲をツアーメンバーと共に披露した。
また、この生配信ライブの模様は同年12月15日にスペースシャワーTVにて特別番組『松下洸平 / POINT TO POINT エクスクルーシブ・ライブ＆インタビュー』として放送。生配信では未公開だった「BET」のライブ映像も放送された。

## 収録内容

### CD
| #         | タイトル          | 作詞            | 作曲                         | 編曲                      | 時間  |
| --------- | ----------------- | --------------- | ---------------------------- | ------------------------- | ----- |
| 1.        | 「Way You Are」   | 松下洸平、AKIRA | UTA                          | UTA                       | 3:41  |
| 2.        | 「Color of love」 | 松下洸平        | UTA                          | UTA                       | 3:21  |
| 3.        | 「BET」           | 松下洸平        | Mori Zentaro、Ryoma Takamura | Mori Zentaro              | 3:36  |
| 4.        | 「リズム」        | Marcello Jonno  | Marcello Jonno               | Joe Ogawa、Marcello Jonno | 2:51  |
| 5.        | 「つよがり」      | 松尾潔          | 豊島吉宏                     | Maestro-T、MANABOON       | 4:51  |
| 6.        | 「あなた」        | 松尾潔          | 指田フミヤ                   | MANABOON                  | 4:46  |
| 7.        | 「KISS」          | 松下洸平        | 松下洸平                     | カンノケンタロウ          | 5:01  |
| 8.        | 「エンドレス」    | 松下洸平        | 松下洸平                     | カンノケンタロウ          | 4:38  |
| 9.        | 「ハロー」        | ESME MORI       | ESME MORI                    | ESME MORI                 | 3:28  |
| 10.       | 「体温」          | 松下洸平        | 松下洸平、平野晋介           | カンノケンタロウ          | 4:58  |
| 11.       | 「MUSIC WONDER」  | 松下洸平、armor | 岡澤知輝                     | 山﨑佳祐                  | 3:57  |
| 合計時間: | 合計時間:         | 合計時間:       | 合計時間:                    | 合計時間:                 | 45:08 |

### DVD
| #  | タイトル                                     | 作詞 | 作曲・編曲 |
| -- | -------------------------------------------- | ---- | ---------- |
| 1. | 「松下洸平のラジオムービー“POINT TO POINT”」 |      |            |

## 楽曲解説
1. Way You Are
2ndシングル「Way You Are」表題曲。UTAプロデュース曲。
2. Color of love
UTAプロデュース曲。
3. BET
松下自身のことを歌った楽曲で、「誰のためでもない自分の想いを言葉にした」と語っている[6]。
4. リズム
5. つよがり
1stシングル「つよがり」表題曲。松尾潔プロデュース曲。
6. あなた
1stミニアルバム「あなた」表題曲。松尾潔プロデュース曲。
7. KISS
2022年3月14日リリースの配信限定シングル。
8. エンドレス
2017年に発表した楽曲の初音源化。初披露ではピアノの弾き語りバラード曲だった[注 1]。ライブや音源化の度に歌詞の一部を変更・追加している。
9. ハロー
ESME MORIが作詞・作曲・編曲・プロデュースを担当。
10. 体温
2022年10月19日にアルバム先行配信リリース。
2022年に発売された自身の1st写真集で同タイトルの「体温」の撮影期間中から制作。写真集と楽曲のストーリーがリンクしている[10]。
11. MUSIC WONDER
2022年11月9日にアルバム先行配信リリース。
歌手を志すきっかけとなった、映画「天使にラブ・ソングを2」[11]の劇中歌「オー・ハッピー・デイ」が自身の人生讃歌であるため、「自分なりの人生讃歌を作りたいと思いこの曲を作った」とコメントしている[12]。ミュージックビデオでは松下がダンスを披露している。